# Oliveira de Cima
Oliveira de Cima é uma aldeia portuguesa situada na freguesia de Bodiosa, no concelho de Viseu, a cerca de 10 km da cidade.Tem como padroeira Nossa Senhora das Candeias,e respetiva celebração no domingo seguinte ao dia 2 de Fevereiro de cada ano. É uma aldeia muito calma e agradável com bons acessos. A MUV ( Mobilidade Urbana de Viseu ) passa aqui, linha 18 ( Oliveira de Cima-Hospital ). 